# Isóbaro
Se denominan isóbaros (del griego:  ἴσος, isos = mismo;  βαρύς, barýs = pesado) a los distintos núcleos atómicos con el mismo número de masa (A), pero diferente número atómico (Z); en definitiva, tienen el mismo número de nucleones. Las especies químicas son distintas (a diferencia de los isótopos), ya que el número de protones y por consiguiente el número de electrones difieren:
El 40Ca y 40Ar son ejemplos de Isóbaros pues la masa atómica es la misma para dos átomos de elementos distintos.